# Patsy's Pizzeria
Patsy's Pizzeria es una histórica pizzería al carbón en Nueva York. Abrió en 1933, y fue catalogada como una de las pizzerías originales de Nueva York por su uso de la tradicional masa delgada neoyorquina.

## Historia
Patsy's Pizzeria se fundó en lo que solía ser el vecindario italiano de Harlem del Este en 1933 por Pasquale "Patsy" Lanceri. Cuando abrió fue una de las primeras pizzerías de Nueva York junto con Lombardi's, Totonno's y John's. Patsy's afirma haber originado la idea de vender pizzas por porciones. Se dijo que Lancieri aprendió su oficio trabajando en el horno de ladrillo de Lombardi's. La dinastía de la pizza neoyorquina están hoy en su tercera y cuarta generation.
Patsy's Pizzeria se vendió y expandió luego de la muerte de su fundador. La compró Frank Brija, un albanés de Kosovo, quien la adquirió de la viuda del fundador en 1991. Brija, el actual propietario del local en Harlem del Este patentó la marca y en 1995 abrió la franquicia en el 509 de la Tercera Avenida, cerca a la calle 34. Tsoulos, "un membro de un clan de pizzeros griegos en Queens",  y sus socios abrieron cuatro locales más de la franquicia en Manhattan.
En 2019, un mozo en Patsy's Pizzeria regresó un cheque de caja por $423,987.55 a un cliente que lo dejó detrás de una de sus mesas. El cliente se había ido sin dejar propina luego de quejarse de que el restaurante no tenía suficientes fotos de mujeres en sus paredes.

## Disputas sobre el nombre
El original "Patsy" murió en los años 1970 y su viuda vendió la pizzería de Harlem del Este a sus empleados en 1991 "ante la desazón de Patsy Grimaldi, su sobrino, quien abrió una pizzería Patsy's en Brooklyn en 1990". La riña se profundizó cuando Frank Brija empezó a expandir su franquicia en Manhattan, y Patsy Grimaldi cambió el nombre de su pizzería a Grimaldi's Pizzeria, que según el New York Times es la mejor y más parecida a la original.
En 2009, hubo una batalla legal con Patsy's Restaurant de la calle 56 Oeste, fundada por Pasquale (Patsy) Scognamillo en 1944 y que fue frecuentado por Frank Sinatra y muchas otras celebridades, y Patsy's Pizzeria que fue vendida a Frank Brija en 1991.

## Renacimiento de la pizza
Una historia de The New York Times reportó en 1998 que, antes del "renacimiento de la pizza" en los años 1990, "la pizza clásica estaba en peligro de extinción, atesorada como parte del antiguo Nueva York pero dejada de lado por una cultura que prefería sus pizzas rápidas, baratas y llevadas a domicilio." La tradición se mantuvo viva por "algunos pocos monumentos de la pizza, principialmente John's Pizzeria en Bleecker Street, Patsy's Pizza en Harlem del Este y Totonno's Pizzeria Napolitano en Coney Island ... [quienes] preservaron celosamente las tradiciones." Las regulaciones ambientales dificultaron la construcción de nuevos hornos debido a que ellos sólo podían ser reconstruidos o reemplazados bajo un ciertos criterios ambientales y "no instaladas desde cero". Según The New York Times, "Los pizzeros se convirtieron en historiadores de la arquitectura, buscando espacios que alguna vez albergaron un horno de carbon, como antiguas panaderías o restaurantes".

## Media
Patsy's Pizzeria fue mostrada en un episodio basado en Manhattan del programa de Cooking Channel Man v. Food, que se emitió el 7 de abril del 2020.